# Wendell et Wild
Pour plus de détails, voir Fiche technique et Distribution.
Wendell et Wild (Wendell and Wild) est un film américain d'animation en volume réalisé par Henry Selick et sorti en 2022.
Il est présenté en avant-première au festival international du film de Toronto 2022. Il connait ensuite une sortie limitée en salles aux États-Unis, avant sa diffusion mondiale sur Netflix.

## Synopsis
« Wendell et Wild » est une comédie suivant deux frères démons qui doivent faire face à leur ennemi juré, la religieuse Sœur Helly, a l'aide de leurs deux acolytes , les adolescents goths Kat et Raoul.

## Fiche technique
Sauf indication contraire, les informations mentionnées dans cette section peuvent être confirmées par la base de données cinématographiques IMDb,  présente dans la section « Liens externes ».
- Titre : Wendell et Wild
- Titre original : Wendell & Wild
- Réalisation : Henry Selick
- Scénario : Henry Selick et Jordan Peele, d'après le livre non publié Wendell & Wild de Henry Selick et Clay McLeod Chapman
- Musique : Bruno Coulais
- Photographie : Peter Sorg
- Montage : Robert Anich et Sarah K. Reimers
- Production : Ellen Goldsmith-Vein, Jordan Peele, Henry Selick

Producteurs délégués : Ian Cooper, Eddie Gamarra, Kamil Oshundara,  Peter Principato,  Win Rosenfeld, Lindsay Williams et Joel Zadak
- Sociétés de production : Netflix Animation, Monkeypaw Productions, Gotham Group et Principato-Young Entertainment
- Société de distribution : Netflix
- Budget : n/a
- Pays de production :  États-Unis
- Langue originale : anglais
- Format : couleur
- Genre : animation, comédie horrifique, dark fantasy
- Durée : 105 minutes[1]
- Dates de sortie[2] :
  - Canada : 11 septembre 2022 (festival de Toronto - Special Presentations)
  - États-Unis : 28 octobre 2022 (sortie limitée en salles)
  - Monde : 28 octobre 2022 (sur Netflix)

## Distribution
- Keegan-Michael Key (VF : Grégory Lerigab) : Wendell
- Jordan Peele (VF : Frantz Confiac) : Wild
- Lyric Ross (en) (VF : Justine Berger) : Kat Elliot
- Angela Bassett (VF : Maïk Darah) : Sœur Démonia (Sister Helley en VO)
- James Hong (VF : Marc Perez) : Père Super Bests (Father Level Bests en VO)
- Sam Zelaya (VF : Enzo Ratsito) : Raúl
- Tamara Smart (VF : Mélissa Berard) : Siobhan
- Seema Virdi : Sloane
- Ramona Young : Sweetie
- Ving Rhames (VF : Thierry Desroses) : Buffalo Belzer
- Gabrielle Dennis (en) (VF : Corinne Wellong) : Wilma Elliot
- Gary Gatewood (VF : Alex Fondja) : Delroy Elliot
- Natalie Martinez (VF : Ethel Houbiers) : Mariana
- Maxine Peake (VF : Anne Mathot) : Irmgard Klaxon
- David Harewood (VF : Franck Vincent) : Lane Klaxon
- Tantoo Cardinal (VF : Sandrine Moaligou) : Mme Hunter
- Igal Naor (VF : Jérémie Covillault) : Manberg

## Production

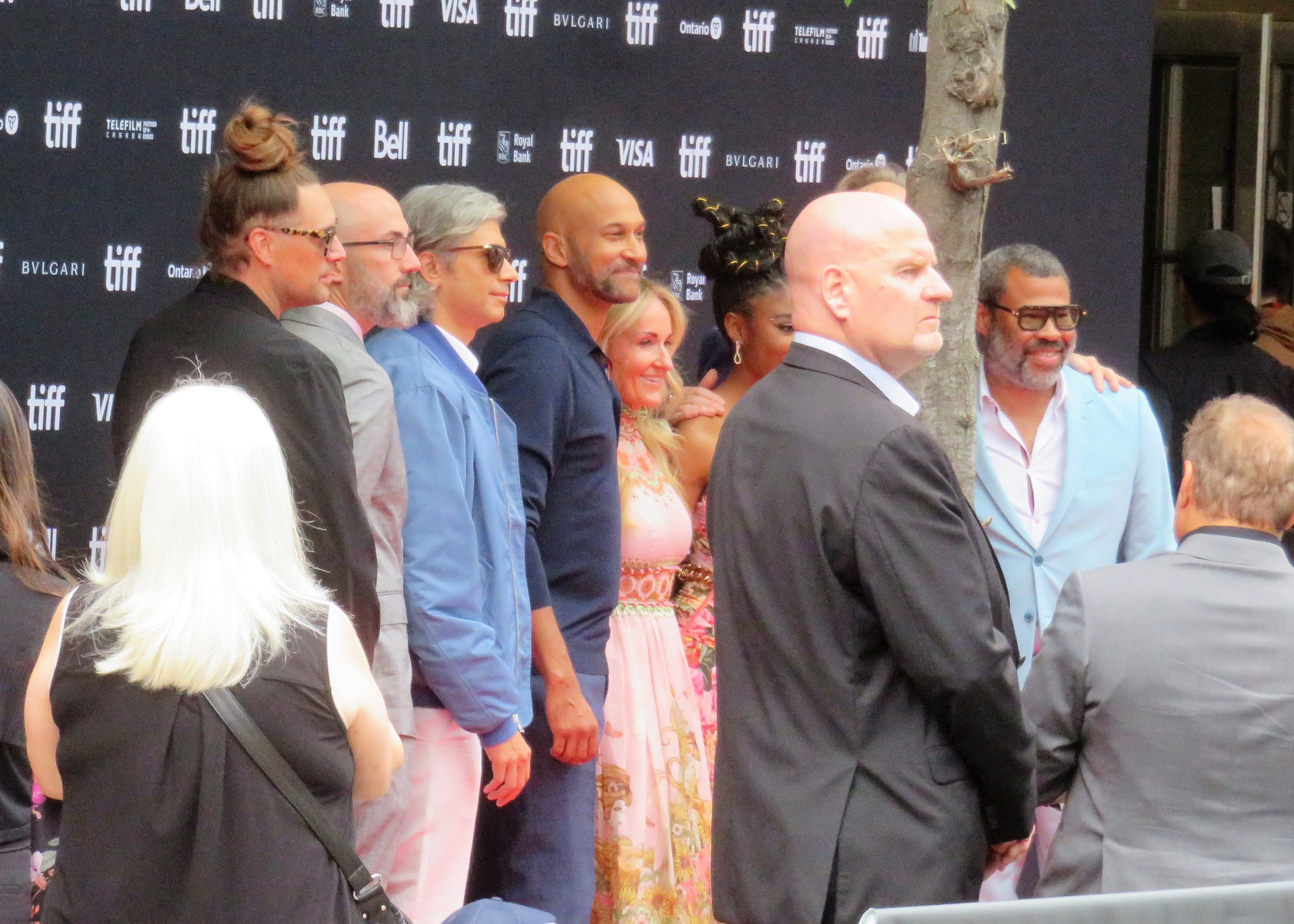
Keegan-Michael Key et Jordan Peele, à la première du fim.

### Développement
En novembre 2015, il est révélé que Henry Selick développe Wendell and Wild, un film d'animation en volume, avec l'aide de Keegan-Michael Key et Jordan Peele, d'après une idée originale de Henry Selick. En mars 2018, le projet est repris par Netflix. Dans une interview en juillet 2019, Keegan-Michael Key révèle que l'enregistrement des voix avance bien. Pablo Lobato officie comme designeur principal pour les marionnettes d'animation en volume.

### Animation
En juin 2020, le tournage a lieu malgré la pandémie de Covid-19. En octobre 2020, la productrice Ellen Goldsmith-Vein déclare que l'équipe à Portland est à la moitié du projet, malgré la pandémie, des incendies ou encore les manifestations liées à la mort de George Floyd.
En février 2021, la production était toujours en cours à Portland,.

### Musique
En juin 2020, Bruno Coulais est annoncé comme compositeur,.